# Milton (Virginia Occidental)
Milton es un pueblo ubicado en el condado de Cabell en el estado estadounidense de Virginia Occidental. En el Censo de 2010 tenía una población de 2423 habitantes y una densidad poblacional de 590,98 personas por km².

## Geografía
Milton se encuentra ubicado en las coordenadas 38°26′6″N 82°8′16″O / 38.43500, -82.13778. Según la Oficina del Censo de los Estados Unidos, Milton tiene una superficie total de 4.1 km², de la cual 3.99 km² corresponden a tierra firme y (2.65%) 0.11 km² es agua.

## Demografía
Según el censo de 2010, había 2423 personas residiendo en Milton. La densidad de población era de 590,98 hab/km². De los 2423 habitantes, Milton estaba compuesto por el 97,65% blancos, el 0,74% eran afroamericanos, el 0% eran amerindios, el 0,08% eran asiáticos, el 0% eran isleños del Pacífico, el 0,5% eran de otras razas y el 1,03% pertenecían a dos o más razas. Del total de la población el 0,99% eran hispanos o latinos de cualquier raza.